# Battaglia di Bar-sur-Aube
La battaglia di Bar-sur-Aube fu combattuta il 27 febbraio 1814 tra il primo Impero francese e l'impero austriaco. I francesi erano guidati da Nicolas Charles Oudinot, mentre gli austriaci e gli alleati bavaresi che formavano l'esercito di Boemia erano comandati da Karl Philipp Schwarzenberg. Gli austriaci uscirono vincitori dal confronto.

## La battaglia
Napoleone Bonaparte, dopo aver sconfitto gli alleati a Montereau il 17 febbraio, li aveva costretti alla ritirata verso Troyes oltre il fiume Aube. Decise quindi di dirigersi a nord nella valle della Marna per cercare di impedire un nuovo tentativo di attaccare Parigi da parte dell'esercito di Slesia (composto soprattutto da prussiani) del maresciallo Gebhard von Blücher. Ai marescialli lasciati indietro fu ordinato di far credere ai nemici di essere tuttora uniti al gruppo principale. Schwarzenberg decise di verificare la cosa avanzando verso Bar-sur-Aube (in parte a causa del fatto che Alessandro I di Russia e Federico Guglielmo III di Prussia si aspettavano che lo facesse), ed il 26 Napoleone ordinò ad Oudinot di inseguire Schwarzenberg fino in città, nei pressi di Troyes.
Quando si seppe che Napoleone stava preparandosi ad attaccare l'esercito di Slesia, Schwarzenberg colse l'opportunità per colpire Oudinot con i russi del generale Peter Wittgenstein e con i bavaresi del generale Carl von Wrede. Nonostante Oudinot avesse inizialmente una leggera superiorità numerica, molti suoi uomini furono tagliati fuori a causa del loro dispiegamento a cavallo dell'Aube, e non poterono quindi partecipare allo scontro. Buona parte dell'artiglieria francese fu disposta sul lato sbagliato del fiume. Non solo Oudinot fu obbligato a ritirarsi oltre l'Aube, ma dovette proseguire la ritirata per altri giorni ancora. Inseguito dagli alleati, lasciò Schwarzenberg in una posizione di vantaggio, in grado di concentrare i propri uomini a Troyes e di conquistare il punto di attraversamento della Senna.